# Estación de Ventorro del Cano
Ventorro del Cano es una estación de la línea ML-3 de Metro Ligero Oeste situada en la intersección de la avenida del Tranvía con la calle Arroyomolinos, dentro del polígono industrial que da nombre a la estación, perteneciente al término municipal de Alcorcón. Abrió al público el 27 de julio de 2007.
Aunque está dentro del término municipal de Alcorcón, se encuentra a mucha distancia del núcleo urbano principal y desde ella no se puede llegar al centro del municipio de forma directa.
Su tarifa corresponde a la zona B1 según el Consorcio Regional de Transportes.

## Accesos
- Ventorro del Cano Avda. Tranvía, s/n (con C/ Arroyomolinos)

## Líneas y conexiones

### Metro Ligero
| << cabecera    | < estación    | línea | estación >       | cabecera >>        |
| -------------- | ------------- | ----- | ---------------- | ------------------ |
| Colonia Jardín | Montepríncipe |       | Prado del Espino | Puerta de Boadilla |